# Volksverzekering
Een volksverzekering is in Nederland een verplichte, publiekrechtelijke verzekering voor iedere natuurlijke persoon die legaal ingezetene van Nederland is. Ook een niet-ingezetene van Nederland die ter zake van een in Nederland verrichte arbeidsovereenkomst aan de loonbelasting is onderworpen, is in beginsel verzekerd. Degene die verzekerd is voor de volksverzekeringen wordt aangeduid als "verzekerde".
De volksverzekeringen zijn een van de twee categorieën van Nederlandse publiekrechtelijke verzekeringen (ook wel met de term sociale verzekeringen aangeduid). De andere categorie wordt aangeduid met de term werknemersverzekeringen.

## De volksverzekeringen
In Europees Nederland zijn de volgende volksverzekeringen van kracht:
- De AOW – Algemene Ouderdomswet
- De Wlz - Wet langdurige zorg
- De Anw – Algemene nabestaandenwet
- De Wajong – Wet werk en arbeidsondersteuning jonggehandicapten

De Algemene Kinderbijslagwet (AKW) is een volksverzekering omdat aanspraak op kinderbijslag bestaat als men verzekerd is en niet wordt getoetst aan inkomen. Of men verzekerd is wordt vastgesteld op dezelfde wijze als voor de overige volksverzekeringen met inbegrip van het Besluit uitbreiding en beperking kring verzekerden volksverzekeringen. De AOW, de Anw en de AKW wordt tezamen wel aangeduid als de demografische volksverzekeringen. In tegenstelling tot de andere volksverzekeringen is de verzekerde voor de AKW echter geen premies verschuldigd en om die reden wordt de AKW door sommige personen ook wel tot de zogenoemde sociale voorzieningen gerekend.
De Zorgverzekeringswet (Zvw) wordt veelal niet tot de volksverzekeringen gerekend. Qua bereik van de verzekeringsplicht is de Zvw echter feitelijk een volksverzekering omdat zij die voor de Wlz verzekerd zijn als verzekerden voor de Zvw worden aangemerkt.
De AOW, Anw en AKW worden uitgevoerd door de Sociale Verzekeringsbank.

### Caribisch Nederland
In Caribisch Nederland kennen we anno 2013 de volgende volksverzekeringen
- De AOV – Algemene Ouderdomsverzekering
- De AWW – Algemene Weduwen- en Wezenverzekering

De zorgverzekering Caribisch Nederland kan eveneens worden beschouwd als een volksverzekering, aangezien ook hier sprake is van een verzekering van rechtswege voor alle ingezetenen, waarbij de inkomensafhankelijke premies worden geïnd door de Belastingdienst.
De premies voor de volksverzekeringen zijn verschuldigd door de verzekerden (ingezetenen en/of werknemers van/in Caribisch Nederland), maar worden in geval van loondienst ingehouden door de werkgever. De premies zijn geïntegreerd in het tarief van de vlaktaks van 30,4%.
De volksverzekeringen worden uitgevoerd door onderdelen van de Rijksdienst Caribisch Nederland. De AOV en AWW vallen onder de unit Sociale Zaken en de zorgverzekering onder het Zorgverzekeringskantoor BES.

## Premies volksverzekeringen (PVV)
De volksverzekeringen worden verzekeringen genoemd, maar zijn feitelijk nagenoeg geheel gelijk te stellen met  sociale voorzieningen. De kinderbijslag wordt niet door middel van premies gefinancierd. Voor de overige drie volksverzekeringen is het systeem van premieheffing voor de AOW, Anw en Wlz (premies volksverzekeringen) geïntegreerd met de heffing van inkomstenbelasting (ook doorwerkend in de loonbelasting) in box 1, zie inkomsten in box 1 als grondslag voor andere heffingen. De verschuldigde premies zijn dus alleen afhankelijk van het inkomen in box 1, met als maximum de premies over de hele eerste en tweede schijf. Heeft een verzekerde geen inkomen, of alleen in andere boxen, dan is hij wel verzekerd, maar is hij geen premies verschuldigd.
De hoogte van de premie wordt, in ieder geval bij de AOW, niet zo bepaald dat de premies met de uitkeringen in balans zijn: een deel van de uitkeringen wordt uit de algemene middelen gefinancierd. In juridische zin zijn de premies echter geen belasting, hetgeen met name in grensoverschrijdende gevallen van belang is.
In verband met het categoriseren van de AOW als verzekering geldt de regel dat wie de AOW-leeftijd heeft bereikt geen premie meer betaalt. Dit is het belangrijkste verschil tussen financiering uit premie en financiering uit belasting (nu geldt voornamelijk het eerste, maar deels het tweede). Er vindt zeer geleidelijk fiscalisering plaats.

## Fondsen
Voor ieder van de vier volksverzekeringen is er een apart fonds, waarin de baten en de lasten worden beheerd en geadministreerd. Het AOW-fonds (Ouderdomsfonds), Anw-fonds (Nabestaandenfonds) en AKW-fonds worden beheerd door de SVB. Het Fonds Langdurige Zorg (FLZ) wordt beheerd door het Zorginstituut Nederland (ZiNL). Die voor de AOW, Anw en Wlz worden gevoed door de premies, door de in verband met heffingskortingen ingevoerde Bijdrage in de Kosten van de Kortingen (BIKK, geregeld in art. 15 van Wet financiering sociale verzekeringen), door de aanvullende financiering door het Rijk, en bij de Wlz door eigen bijdragen. Het AKW-fonds wordt geheel gevoed door het Rijk.
Op basis van de genoemde wetten worden door overheidsinstanties vervolgens uitkeringen gedaan. Er is vrijwel geen relatie tussen de hoogte van de premie en de uitkering. Voor de Algemene Ouderdomswet geldt het zogenoemde omslagstelsel.

## Vrijstellingen
Deelname aan de volksverzekeringen is meestal verplicht. Het is in zeldzame gevallen mogelijk vrijstelling van de betaling van premie te krijgen: met name als men een niet-Nederlandse uitkering of pensioen ontvangt. Het recht op een uitkering vervalt daarmee ook. Ook gewetensbezwaarden komen onder omstandigheden in aanmerking voor een vrijstelling. Zij betalen premievervangende belasting die gelijk is aan het bedrag van de premies dat verschuldigd zou zijn indien zij geen gewetensbezwaarden zouden zijn.

## Geschiedenis
- 1957: AOW ingevoerd. Sinds het begin zijn alleen mensen onder de AOW-leeftijd premie AOW verschuldigd, en ook steeds tot een maximum.
- 1959: AWW ingevoerd.
- 1962: AKW ingevoerd.
- 1968: AWBZ ingevoerd.
- 1976: AAW ingevoerd.
- 1985: ook ambtenaren betalen voortaan premies AOW/AWW; ter compensatie werd het loon verhoogd.
- 1989:
  - de AKW is volledig gefiscaliseerd, d.w.z. de premie is afgeschaft.
- 1990:
  - voor inkomstenbelasting en premies volksverzekeringen ging dezelfde grondslag gelden; belastingvrije sommen golden nu ook voor de premies volksverzekeringen[3]
  - werknemers gingen alle premies volksverzekeringen betalen in plaats van alleen die voor AOW/AWW, maar ter compensatie moest de werkgever hen overhevelingstoeslag betalen
- 1994: alleen mensen boven de AOW-leeftijd zijn voortaan premie AWW verschuldigd.
- 1 juli 1996:
  - De Anw verving de AWW.
- 1998: AAW vervallen.
- 2001:
  - de overhevelingstoeslag is in het brutoloon verwerkt
  - belastingvrije sommen zijn vervangen door heffingskortingen
- 2015:
  - AWBZ is vervangen door Wlz.